# Elizabeth Wilkins
Elizabeth Wood Claytor Wilkins (nacida en 1982 o 1983) es una abogada y funcionaria pública estadounidense que se desempeña como directora de la oficina de planificación de políticas en la Comisión Federal de Comercio. De 2021 a 2022, fue asesora sénior de Ron Klain, jefe de Gabinete de la Casa Blanca bajo el presidente Joe Biden de 2021 a 2023.

## Primeros años y educación
Wilkins creció en el suroeste de Washington D. C.. Es hija de Patricia A. King, profesora de derecho en Georgetown, y Roger Wilkins, profesor de historia en la Universidad George Mason. Roger Wilkins fue miembro del grupo de The Washington Post que recibió un premio Pulitzer en 1972 por informar sobre el escándalo Watergate. Su tío abuelo es Roy Wilkins, la figura de los derechos civiles y líder de la NAACP.
Wilkins se graduó de Sidwell Friends School, a la que siguió una licenciatura de la Universidad Yale. Más tarde, asistió a la Escuela de Derecho Yale, donde recibió un título de Juris doctor en 2013.

## Carrera
Después de obtener su título universitario, Wilkins trabajó para el Sindicato Internacional de Empleados de Servicio, donde se centró en la política laboral. También hizo algo de trabajo para ayudar a las organizaciones de inquilinos en El Bronx.
Luego trabajó para la campaña presidencial de Barack Obama de 2008 y se mudó a Chicago, donde se basó la campaña. Desempeñó múltiples funciones allí, incluso como directora de campo estatal para Míchigan. Como tal, fue la única mujer negra que se desempeñó como directora de un estado pendular.
De 2009 a 2010, fue asesora de política urbana y oportunidades económicas en el Consejo de Política Nacional de la Casa Blanca. En esa capacidad, trabajó para Melody Barnes, la directora del consejo.
Después de la escuela de derecho, fue asistente legal del juez principal Merrick B. Garland de la Corte de Apelaciones de los Estados Unidos para el Circuito del Distrito de Columbia de 2013 a 2014, y luego de la jueza asociada Elena Kagan en la Corte Suprema de los Estados Unidos de 2014 a 2015. En 2015, trabajó para Karl Racine, el Fiscal General del Distrito de Columbia, donde ayudó a iniciar una división de defensa pública en la oficina.
Se unió al equipo de liderazgo sénior de la transición de Biden en el verano de 2020 trabajando con los equipos de política económica y nacional.
De 2021 a 2022, fue asesora principal de Ron Klain, el jefe de Gabinete de la Casa Blanca bajo el presidente Joe Biden, de 2021 a 2023. En febrero de 2022, se convirtió en directora de la oficina de planificación de políticas de la Comisión Federal de Comercio. Escogió ese puesto porque pensó que la agencia, dirigida por su nueva presidenta, Lina Khan, sería un lugar prometedor para lidiar con la injusticia económica. En su función, dirige investigaciones sobre cuestiones como las leyes antimonopolio, los precios de los medicamentos recetados y la escasez de fórmulas para bebés. Ella ha dicho que en su trabajo desea «hacer que la gente piense dos veces antes de establecer un modelo de negocio completo que se base en la extracción y la explotación» y hacer que «el gobierno sea sensible a las necesidades y deseos de la gente común».

## Vida personal
En 2013 se casó con Graham Lake, un abogado. Se conocen desde la guardería.